# Julio Ramírez (Leichtathlet)
Julio Ramírez, auch als Júlio Ramírez geführt, (* 1917) ist ein ehemaliger uruguayischer Leichtathlet.

## Karriere
Ramírez war in den Laufwettbewerben auf den Sprintstrecken aktiv. Bei den Leichtathletik-Südamerikameisterschaften 1945 in Montevideo gewann er im 110-Meter-Hürdenlauf die Goldmedaille vor seinem Landsmann Julio Jaime und dem Brasilianer Hélio Pereira. In diesem Wettbewerb lief er am 15./16. April 1945 auch das schnellste Rennen seiner Karriere. Er benötigte für die Strecke 14,7 Sekunden.

## Erfolge
- 1. Platz Südamerikameisterschaften: 1945 - 110-Meter-Hürdenlauf

## Persönliche Bestleistungen
- 110 Meter Hürden: 14,7 Sekunden, 15./16. April 1945, Montevideo